# Open Feminin 50 2012
L'Open Feminin 50 2012 è stato un torneo di tennis facente parte della categoria ITF Women's Circuit nell'ambito dell'ITF Women's Circuit 2012. Il torneo si è giocato a Équeurdreville in Francia dal 5 all'11 novembre 2012 su campi in cemento indoor e aveva un montepremi di $25,000.

## Vincitrici

### Singolare
Alison Van Uytvanck ha battuto in finale  Julie Coin con il punteggio di 6–1, 3–6, 6–3

### Doppio
Magda Linette /  Katarzyna Piter hanno battuto in finale  Amra Sadiković /  Ana Vrljić con il punteggio di 6–4, 7–6(4)